# Nihoa raleighi
Nihoa raleighi là một loài nhện trong họ Barychelidae. Loài này phân bố ờ New Guinea.